# Dautarin Monteiro Da Costa
Dautarin Monteiro da Costa (29 de Novembro de 1981) é um professor univeritário, político e sociólogo guineense . Foi Ministro da Educação entre 2019 a 2020.

## Biografia
É licenciado em Sociologia pelo Instituto Superior de Ciências do trabalho e da Empresa – Instituto Universitário de Lisboa, em 2008. Fez o Mestrado em Sociologia  – ramo Investigação. Consultor e Professor Universitário, coordenou vários projetos para diferentes instituições internacionais e nacionais no país, como também fez trabalho de consultoria para o Banco Mundial, no âmbito da implementação do SABER (Systems Approach for Better Education Results). Considerado como técnocrata e especialista em assuntos da educação. Participou pela primeira vez num governo em 2019 como Ministro da Educação Nacional e Ensino Superior.